# Подушкино (Сергиево-Посадский район)
Подушкино — деревня в Сергиево-Посадском районе Московской области России, входит в состав городского поселения Хотьково.

## Население
| 1859 | 1890 | 1899 | 1926 | 2002 | 2006 | 2010 |
| ---- | ---- | ---- | ---- | ---- | ---- | ---- |
| 31   | ↗41  | →41  | ↗73  | ↘29  | ↗33  | ↗38  |

## География
Деревня Подушкино расположена на севере Московской области, в юго-западной части Сергиево-Посадского района, примерно в 46 км к северу от Московской кольцевой автодороги, в 8,5 км к юго-западу от железнодорожной станции Сергиев Посад и 1,5 км к северо-востоку от станции Хотьково, по левому берегу реки Пажи бассейна Клязьмы.
В 7 км юго-восточнее деревни проходит Ярославское шоссе М8, в 17 км к югу — Московское малое кольцо А107, в 13 км к северу — Московское большое кольцо А108, в 30 км к западу — Дмитровское шоссе А104. В 1 км южнее — линия Ярославского направления Московской железной дороги.
Ближайшие сельские населённые пункты — хутор Митино, деревни Гаврилково и Новоподушкино.
К деревне приписано садоводческое товарищество (СНТ).

## История
В «Списке населённых мест» 1862 года — казённая деревня 1-го стана Дмитровского уезда Московской губернии по правую сторону Московско-Ярославского шоссе (из Ярославля в Москву), в 38 верстах от уездного города и 8 верстах от становой квартиры, при прудах, с 5 дворами и 31 жителем (15 мужчин, 16 женщин).
По данным на 1890 год — деревня Морозовской волости 1-го стана Дмитровского уезда с 41 жителем.
В 1913 году — 14 дворов.
По материалам Всесоюзной переписи населения 1926 года — деревня Золотиловского сельсовета Хотьковской волости Сергиевского уезда Московской губернии в 6,4 км от Ярославского шоссе и 2,1 км от станции Хотьково Северной железной дороги, проживало 73 жителя (37 мужчин, 36 женщин), насчитывалось 16 хозяйств (15 крестьянских).
С 1929 года — населённый пункт Московской области в составе:
- Хотьковского сельсовета Сергиевского района (1929—1930)[14],
- Хотьковского сельсовета Загорского района (1930—1938)[15][16],
- Горбуновского сельсовета Загорского района (1938—1954)[16][17],
- Митинского сельсовета Загорского района (1954—1963, 1965—1991)[18][19],
- Митинского сельсовета Мытищинского укрупнённого сельского района (1963—1965)[18],
- Митинского сельсовета Сергиево-Посадского района (1991—1994)[19],
- Митинского сельского округа Сергиево-Посадского района (1994—2006)[20],
- городского поселения Хотьково Сергиево-Посадского района (2006 — н. в.)[21][22].

## Известные уроженцы
- Гришин Октябрь Васильевич (1927—1981) — советский композитор, Народный артист РСФСР.